# (300017) 2006 UU78
(300017) 2006 UU78 es un asteroide perteneciente al cinturón de asteroides, descubierto el 17 de octubre de 2006 por el equipo del Spacewatch desde el Observatorio Nacional de Kitt Peak, Arizona, Estados Unidos.

## Designación y nombre
Designado provisionalmente como 2006 UU78.

## Características orbitales
2006 UU78 está situado a una distancia media del Sol de 3,057 ua, pudiendo alejarse hasta 3,278 ua y acercarse hasta 2,837 ua. Su excentricidad es 0,072 y la inclinación orbital 8,424 grados. Emplea 1953,10 días en completar una órbita alrededor del Sol.

## Características físicas
La magnitud absoluta de 2006 UU78 es 15,7.